# Hyphantria suffusa
Hyphantria suffusa är en fjärilsart som beskrevs av John Kern Strecker 1900. Hyphantria suffusa ingår i släktet Hyphantria och familjen björnspinnare. Inga underarter finns listade i Catalogue of Life.